# Nos pires voisins
Ne doit pas être confondu avec Nos chers voisins ou Mes chers voisins.
Pour les articles homonymes, voir Les Voisins (homonymie).
Série
Nos pires voisins 2
(2016)
Pour plus de détails, voir Fiche technique et Distribution.
Nos pires voisins ou Les voisins au Québec (Neighbors) est un film américain réalisé par Nicholas Stoller, sorti en 2014.

## Synopsis
Mac et Kelly Radner forment un couple de trentenaires paisible, qui viennent d'avoir récemment une fille, Stella. Ils s'installent dans une charmante maison au sein d'un quartier résidentiel très calme. Leur nouvelle parentalité les empêche de maintenir leur ancien mode de vie, et les éloigne de leurs amis, Jimmy Blevins et son ex-femme, Paula. Un jour, le couple découvre que Delta Psi Beta, une fraternité d'étudiants connue pour mener des fêtes avec alcool et drogue, s'installe dans la maison à côté de chez eux. Le meneur charismatique, Teddy, espère que sa confrérie rejoindra le mur du panthéon des Delta.
Une nuit, Mac et Kelly demandent gentiment à Teddy de faire moins de bruit, ce qu'il accepte à condition qu'ils l'appellent au lieu de prévenir la police. Afin de gagner leurs faveurs, Teddy les invite à la fête des Delta. La nuit suivante, n'arrivant pas à joindre Teddy, Mac et Kelly préviennent la police. Mais quand l'officier Watkins débarque, il révèle à Teddy que l'auteur de l'appel est Mac. Par la suite, les Delta harcèlent constamment le couple. Mac et Kelly finissent par aller voir la doyenne de l'université, Carol Gladstone, qui les informe de leur politique des trois avertissements (après trois avertissements, les étudiants responsables sont exclus définitivement de l'université) et que les Delta en ont déjà récolté un. Après avoir échoué à les forcer à déguerpir de la maison, Mac et Kelly tentent une autre approche : s'excuser auprès de Teddy afin de manipuler Pete, l'adjoint de Teddy, pour qu'il ait des relations sexuelles avec Brooke, la copine de Teddy. Ce dernier le découvre et se bat avec Pete, ce qui se termine par un incident au cours duquel un professeur est blessé. Ils ont alors leur second avertissement.
Pour acquérir une preuve de bizutage chez les Delta, Mac et Kelly, aidés de leur ami Jimmy, engagent « La Chiasse » , un étudiant régulièrement brimé par la Confrérie, afin de déclencher un nouvel incident avec Teddy. Mais le projet tourne court, lorsque Teddy se montre compatissant envers « La Chiasse ». Le couple envoie aux étudiants une lettre contrefaite de l'université levant les interdictions, afin de les pousser de nouveau à organiser des fêtes de nouveau. Une fois qu'elle battra son plein, les Radner préviendront la police. Mais lorsqu'il découvre que les prospectus de leur fête ont été faits par les Radner et que la lettre de l'université est un faux, Teddy demande aux invités de quitter les lieux, au moment où Watkins débarque. Pendant que Jimmy fait diversion, Mac et Kelly entrent dans la chambre de Teddy afin de redémarrer le disjoncteur pour que leur plan aille jusqu'au bout, mais ce dernier les attrape et se bat avec Mac. Kelly allume finalement un feu d'artifice en direction de la voiture de patrouille de Watkins. Teddy accepte de prendre le blâme et convainc Pete, avec qui il s'est réconcilié, de fuir avec les autres, car il peut avoir un avenir meilleur. La fraternité n'occupe plus la maison, et les Radner peuvent ainsi retourner chez eux et s'adapter à leur nouvelle vie.
Quatre mois plus tard, Mac croise Teddy, qui est devenu agent d'accueil torse nu chez Abercrombie & Fitch. Les deux hommes se saluent chaleureusement, Teddy avouant à Mac suivre des cours du soir pour avoir son diplôme. Mac enlève sa chemise et fait avec humour l'agent d'accueil avec Teddy. Alors que Jimmy et Paula, réconciliés, les invitent à une fête, Mac et Kelly déclinent l'offre, acceptant leurs nouveaux rôles de parents.

## Fiche technique
Sauf indication contraire, les informations mentionnées dans cette section peuvent être confirmées par la base de données cinématographiques IMDb,  présente dans la section « Liens externes ».
- Titre français : Nos pires voisins
- Titre québécois : Les voisins
- Titre original : Neighbors
- Réalisation : Nicholas Stoller
- Scénario : Andrew J. Cohen (en) et Brendan O'Brien
- Photographie : Brandon Trost
- Direction artistique : Gary Warshaw
- Distribution des rôles : Melissa Kostenbauder et Francine Maisler
- Décors : Julie Berghoff, Sophie Neudorfer (décors de plateau)
- Costumes : Leesa Evans
- Montage : Zene Barker
- Musique : Michael Andrews
- Production : Evan Goldberg, Seth Rogen et James Weaver
- Sociétés de production : Good Universe et Point Grey Pictures
- Société de distribution : Universal Pictures
- Pays :  États-Unis
- Langue : anglais
- Budget : 18 000 000 $
- Format : couleur – 35 mm et cinéma numérique – 2,35:1 — son SDDS, DTS et Dolby Digital
- Genre : comédie
- Durée : 97 minutes
- Dates de sortie :
  -  États-Unis : 9 mai 2014
  -  France,  Belgique,  Suisse romande : 6 août 2014
- Mentions CNC : tous publics (visa d'exploitation no 139915 délivré le 30 juin 2014)[1]

## Distribution
- Seth Rogen (VF : Xavier Fagnon ; VQ : Tristan Harvey) : Mac Radner
- Rose Byrne (VF : Pascale Chemin ; VQ : Bianca Gervais) : Kelly Radner
- Zac Efron (VF : Yoann Sover ; VQ : Nicolas Charbonneaux-Collombet) : Teddy Sanders
- Dave Franco (VF : Jimmy Redler ; VQ : Nicholas Savard L'Herbier) : Pete
- Brian Huskey (en) (VF : Jean-François Vlérick ; VQ : Marc-André Bélanger) : Bill Wazowkowski
- Ike Barinholtz (VF : Serge Faliu ; VQ : Alexandre Fortin) : Jimmy
- Carla Gallo (VF : Barbara Tissier ; VQ : Émilie Dionne) : Paula
- Halston Sage (VF : Laëtitia Coryn ; VQ : Geneviève Bédard) : Brooke
- Christopher Mintz-Plasse (VF : Maxime Baudouin ; VQ : Sébastien Reding) : Scoonie
- Jerrod Carmichael (VF : Namakan Koné ; VQ : Martin Desgagné) : Garf
- Craig Roberts (VF : Gabriel Bismuth-Bienaimé ; VQ : Alexandre Bacon) : la « chiasse »
- Ali Cobrin : Whitney
- Hannibal Buress (VF : Sidney Kotto) : officier Watkins
- Lisa Kudrow (VF : Michèle Lituac) : Carol Gladstone
- Liz Cackowski (en) (VF : Alexia Lunel) : Wendy, l'agent immobilier
- Jake Johnson (aucun dialogue) : Sebastian Cremmington
- Steve Carell (VF : Constantin Pappas) : Michael Scott[2]
- Kira Sternbach : Brittany

Sources et légende : Version française (VF) sur RS Doublage et AlloDoublage ; Version québécoise (VQ) sur Doublage.qc.ca.

## Bande originale
La bande originale du film rassemble des titres rap, pop, rock et electro. On retrouve notamment un mash-up inédit créé par le DJ français DRA'man entre les titres Get Ur Freak On de Missy Elliott et Keep Me du groupe The Black Keys.
| 1.  | Get Ur Freak On / Keep Me                   | Missy Elliott & The Black Keys | 3:27 |
| 2.  | Freaking Out                                | Flo Rida                       | 2:58 |
| 3.  | Good Day                                    | Nappy Roots                    | 3:39 |
| 4.  | London Bridge                               | Fergie                         | 3:25 |
| 5.  | Girls Girls $                               | Theophilus London              | 3:12 |
| 6.  | All Night                                   | Icona Pop                      | 3:08 |
| 7.  | Hurt Me Tomorrow                            | K'naan                         | 3:49 |
| 8.  | Die Young                                   | Kesha                          | 3:33 |
| 9.  | Cheap Beer                                  | FIDLAR                         | 2:23 |
| 10. | Raise Those Hands                           | Bassjackers & R3hab            | 4:57 |
| 11. | First Name Trouble                          | Witchman featuring Marz        | 4:16 |
| 12. | Here Comes the Hotstepper (Heartical Remix) | Ini Kamoze                     | 4:11 |

## Accueil

### Réception critique
Nos pires voisins rencontre un accueil favorable des critiques professionnels : 74 % des 174 commentaires collectés par le site Rotten Tomatoes sont positifs, avec une moyenne de 6,4⁄10, tandis qu'il obtient un score de 68⁄100 sur le site Metacritic pour 45 commentaires collectés. En revanche, en France, l'accueil est largement mitigé, puisqu'il obtient une moyenne de 2,2⁄5 sur le site AlloCiné pour 20 commentaires.

### Box-office
| Pays ou région | Box-office      | Date d'arrêt du box-office | Nombre de semaines |
| -------------- | --------------- | -------------------------- | ------------------ |
| États-Unis     | 150 157 400 $   | 21 août 2014               | 15                 |
| France         | 723 290 entrées | 24 septembre 2014          | 7                  |
| Monde          | 270 083 623 $   | 31 août 2014               | 16                 |

Nos pires voisins  prend directement la tête du box-office américain avec 49 033 915 $ de recettes en premier week-end en salles, pour une moyenne de 14,954 $. En première semaine, il totalise 65 525 205 $, pour une moyenne de 19 983 $. Finalement, le film est devenu un énorme succès commercial avec 150 157 400 $ sur le territoire américain. À l'étranger, il a rapporté 119 926 223 $, portant le cumul à 270 083 623 $.

## Distinctions

### Nominations
- Critics' Choice Movie Awards 2015 : meilleure actrice dans une comédie pour Rose Byrne

## Suite
Nos pires voisins 2 est sorti au cinéma le 6 juillet 2016 en France.